# یواس‌اس پربل (دی‌دی‌جی-۸۸)
یواس‌اس پربل (دی‌دی‌جی-۸۸) (به انگلیسی: USS Preble (DDG-88)) یک کشتی است که طول آن 509 ft 6 in (155.3 m) می‌باشد. این کشتی در سال ۲۰۰۱ ساخته شد.